# Nationaal park Schynias Marathon
Het Nationaal park Schynias Marathon (Grieks: Εθνικό Πάρκο Σχινιά Μαραθώνα, Ethnikó Párko Schiniá Marathóna) is een nationaal park in Attica in Griekenland. Het park werd opgericht in 2000 en is 13,84 vierkante kilometer groot. Het omvat een pijnboombos langs de kust, een schiereiland, bronnen en een deel van de kust.
In het nationaal park ligt het Schyniasbos (met duinen), een van de laatste overblijvende kustpijnboombossen in Europa. Het westelijke deel van het bos bestaat uit parasolden, in het oosten komt ook Aleppoden voor. Verder omvat het park het schiereiland Cynosura en de heuvel Drakonera, die beide uit kalksteen bestaan en begroeid zijn met typisch mediterrane vegetatie, zoals jeneverbes. In het noordwesten van het nationaal park ligt de Makariasbron met twee meren, waarin een endemische vissoort leeft (Pseudophoxinus stymphalicus subsp. marathonicus). Het Schynias-wetland met zout en brak water en de Schiniasbaai met onderzees Posidonia oceanica liggen ook binnen de grenzen van het nationaal park.

## Afbeeldingen

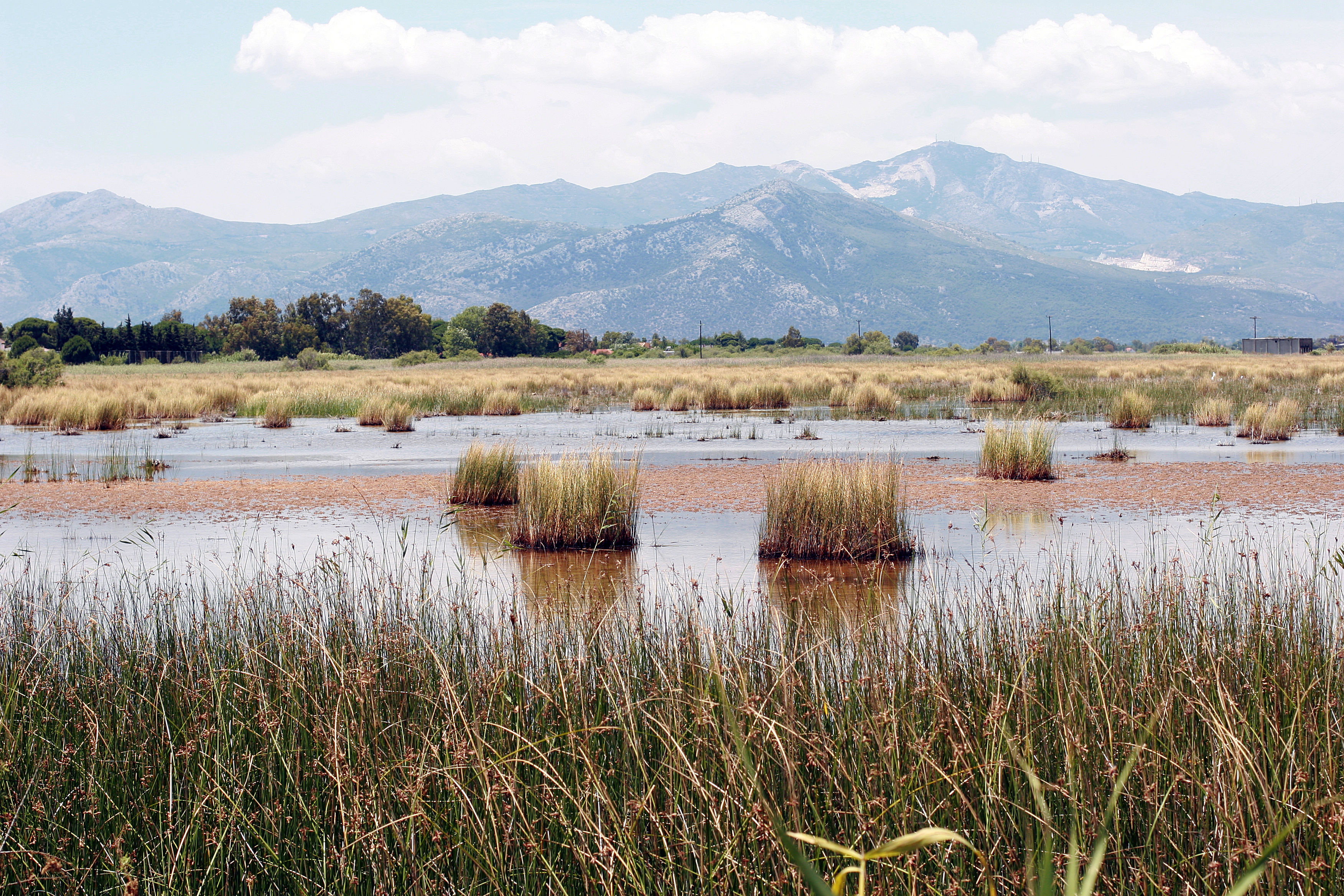
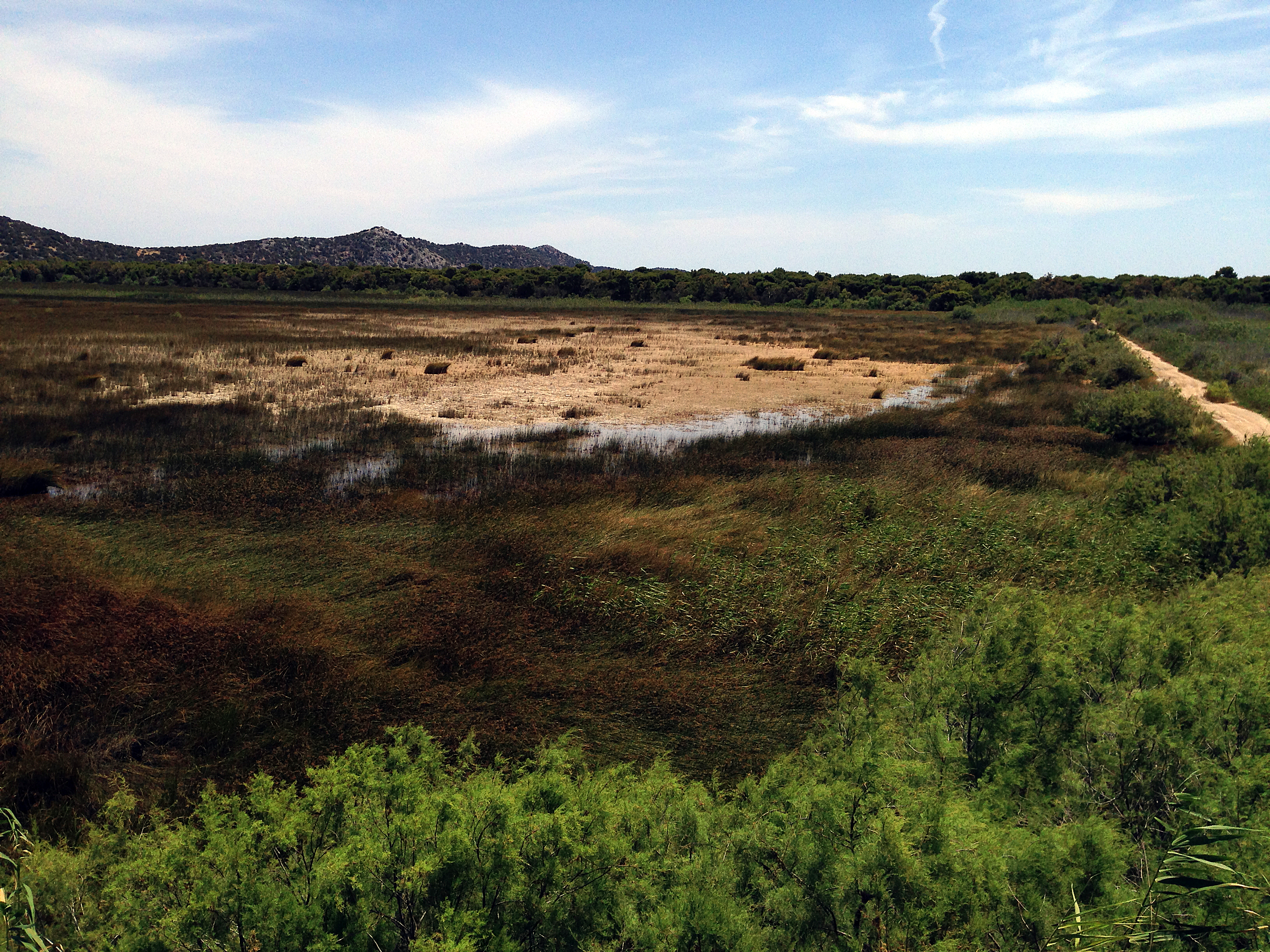
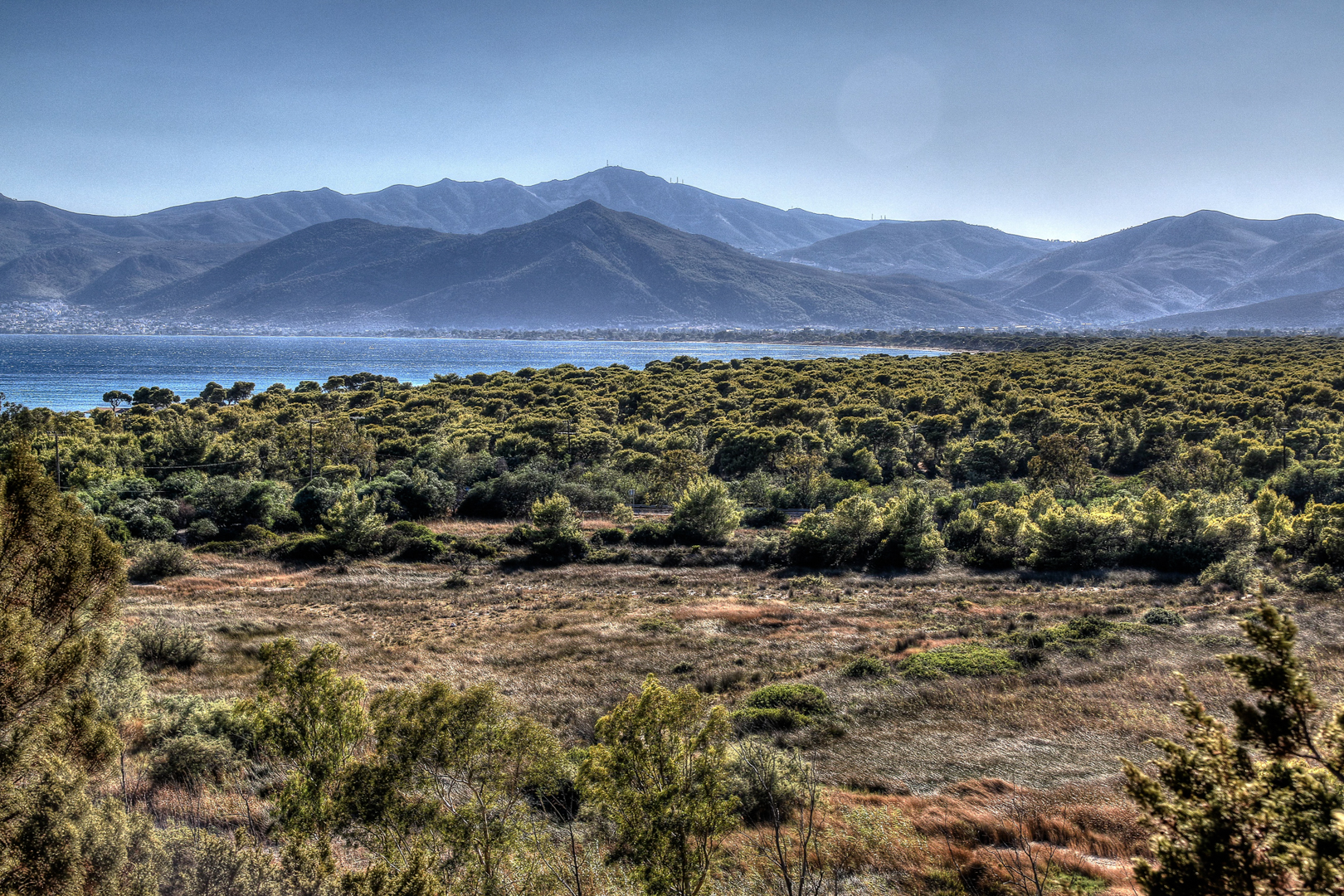
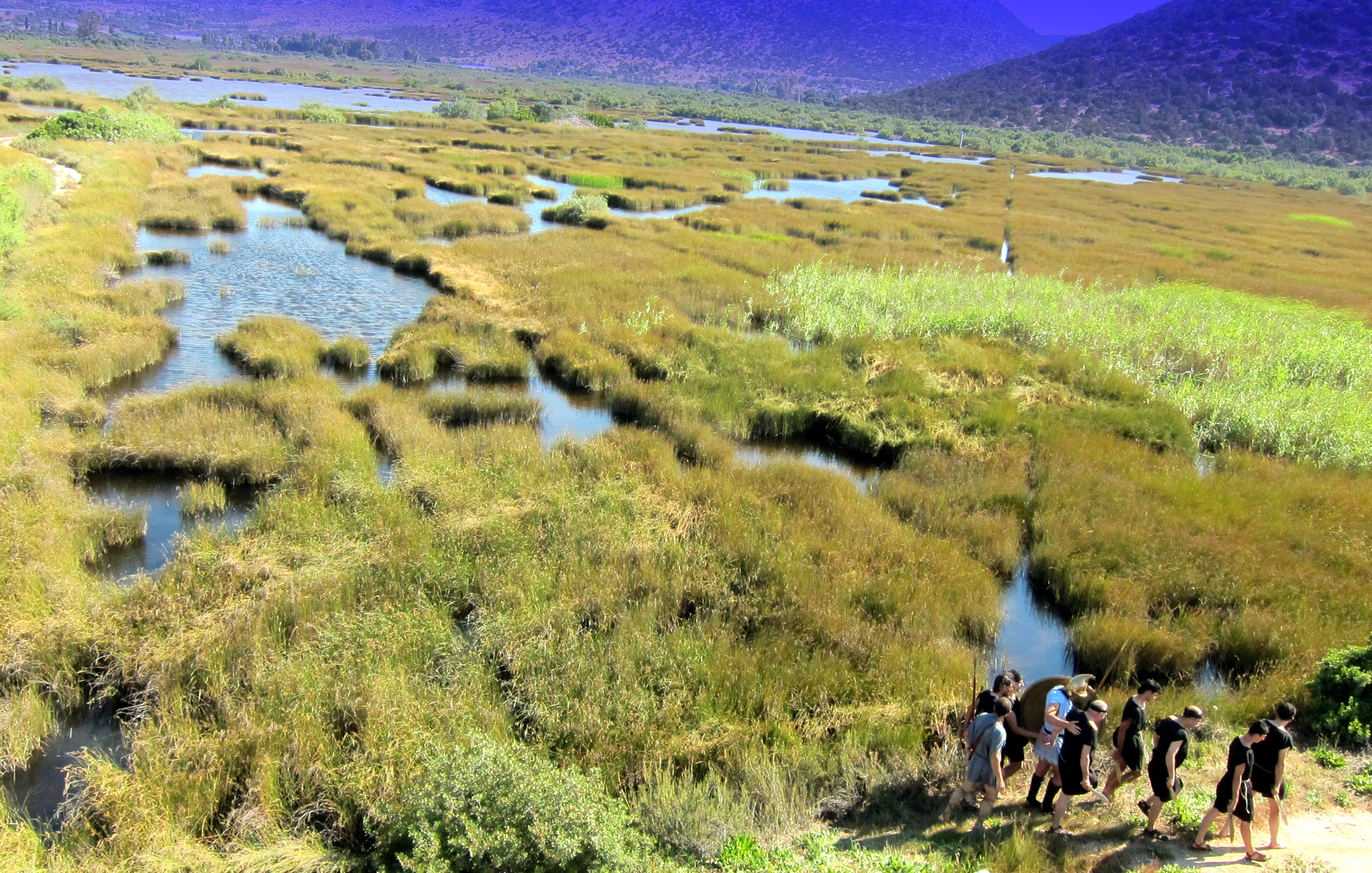